# Динхайм
Динхайм (нем. Dienheim) — община в Германии, в земле Рейнланд-Пфальц.
Входит в состав района Ландкрайс Майнц Бинген. Подчиняется управлению Нирштайн-Оппенхайм. Население составляет 2143 человека (на 31 декабря 2010 года). Занимает площадь 9,90 км².